# Quinto libro dei Maccabei
Il Quinto libro dei Maccabei è un apocrifo dell'Antico Testamento, scritto probabilmente verso la fine del I secolo d.C. in ambiente giudaico in ebraico, ma pervenutoci in arabo.
Descrive eventi storici relativi alla Giudea tra il 186 a.C. e il 6 a.C., in parte sovrapposti ai racconti di 1-2 Maccabei e con molte aggiunte proprie.

## Contenuto
Il libro racconta gli eventi dal tentativo di Eliodoro di rubare il tesoro del Tempio nel 186 a.C. fino alla morte dei due figli di Erode il Grande intorno al 6 a.C.
Simile ad altri Libri dei Maccabei, quest'opera mira a consolare gli ebrei nelle loro sofferenze e incoraggiarli ad essere saldi "nella loro devozione alla legge mosaica".

## Storia del testo
Il libro sopravvive in arabo, ma è stato probabilmente composto in ebraico, a giudicare da numerosi ebraismi. Poiché non esiste traccia di un testo ebraico, alcuni studiosi (ad es. Zunz, Heinrich Graetz e Samuel Davidson) ritengono che l'opera fosse in arabo da memorie ebraiche.
L'autore probabilmente era un ebreo vissuto qualche tempo dopo la distruzione del tempio nel 70 d.C.
Il libro ha qualche relazione con la storia di Josippon.

## Controversia
Alcuni ritengono che l'opera sia poco più che un riassunto degli eventi dei primi quattro Libri dei Maccabei e dei relativi capitoli di Giuseppe Flavio. Solo il capitolo 12 è originale, ma "brulica di errori di vario genere". Altri ritengono che ciò sia estremamente improbabile e credono che possa aver fatto affidamento su Giasone di Cirene, Giusto di Tiberiade e/o Nicola di Damasco.
La relazione di questo libro con Josippon è molto dibattuta. Molti studiosi di Josippon ritengono che non sia altro che una sua epitome. Alcuni studiosi pensano che ciò sia impossibile, a causa della conclusione che 5 Maccabei siano antecedenti a Josippon, credendo che sia il contrario, con Jossippon che riassume più opere, inclusi 5 Maccabei.

## Titolo
La designazione 5 Maccabei fu introdotta nel 1832 da Henry Cotton e perpetuata da Samuel Davidson ed altri. I titoli alternativi includono Arabic 2 Maccabees e Arabic Maccabees. 

## Il "V libro dei Maccabei" siriaco
Il nome è utilizzato anche per denotare un testo contenuto nella Translatio Syra Peshitto, traduzione latina della Peshitta a cura di Antonio Maria Ceriani, che però non è altro che una versione siriaca del VI libro della Guerra giudaica di Giuseppe Flavio.
In quanto incluso nella Peshitta, questo testo è considerato canonico da tutte le Chiese di tradizione sira.